# Biniaraix
Biniaraix és un llogaret del terme municipal de Sóller de 445 habitants a l'illa de Mallorca. Una part del poble es troba al terme de Fornalutx.
El nucli urbà amb l'església estan declarats Bé d'Interès Cultural. L'església data de finals del segle xvi. Té un campanar amb cobertura de rajoles blanques. Altres edificis interessants són les cases de la possessió de cas Don i can Ribera, així com les antigues basses públiques.
El poble és conegut per ser l'inici d'una de les excursions més conegudes de l'illa de Mallorca: el recorregut a peu del Barranc de Biniaraix. Aquesta excursió, que també forma part de la Ruta de Pedra en Sec, pot tenir com a destí el cim del Puig de l'Ofre o el dels Cornadors.